# سرای، قبادلی
سرای ( ترکی آذربایجانی: Saray) یک منطقهٔ مسکونی در جمهوری آرتساخ است که در استان کاشاتاق واقع شده‌است.

## نگارخانه

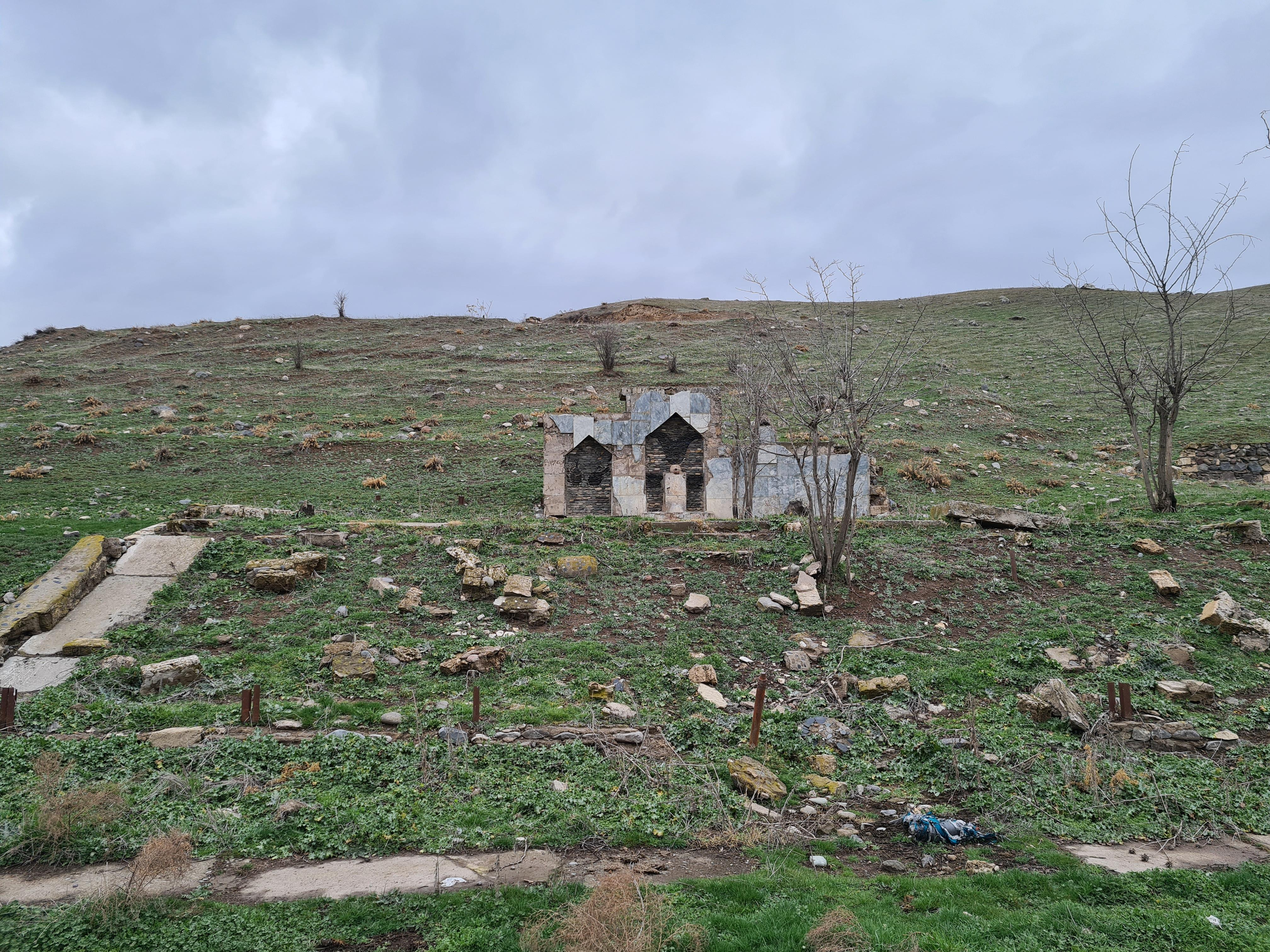
نمایی از چشمه ویران‌شده در روستا
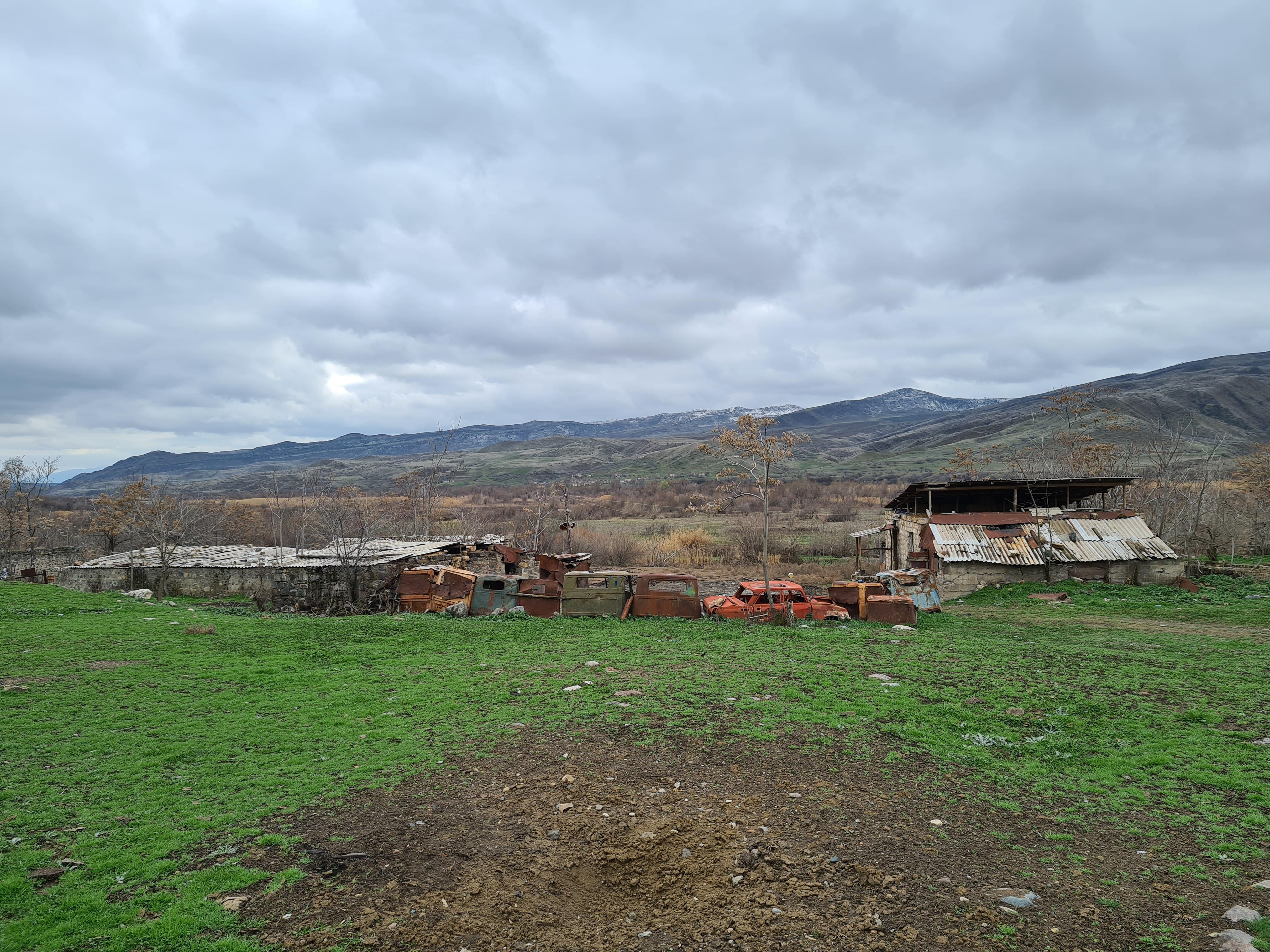
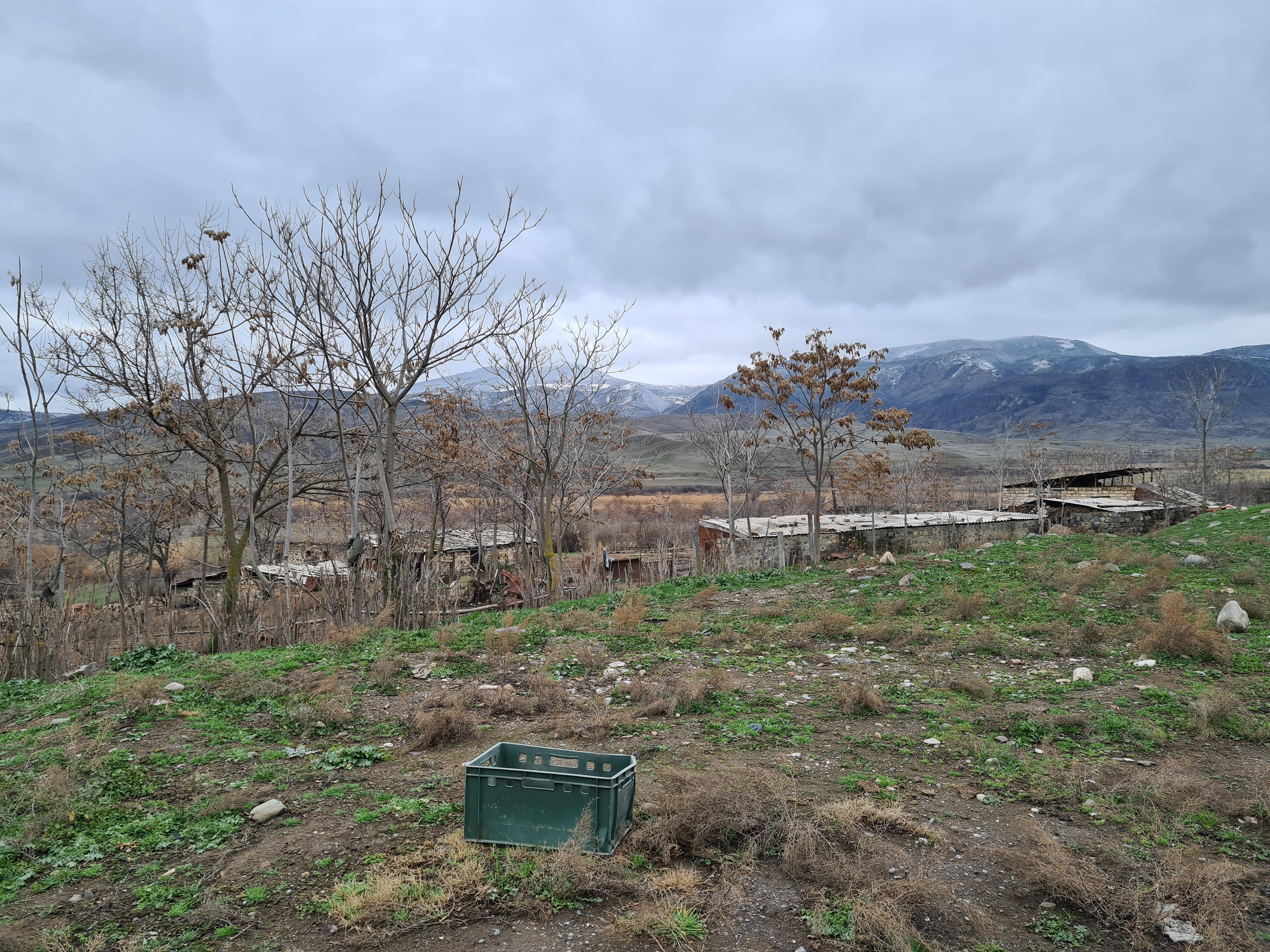
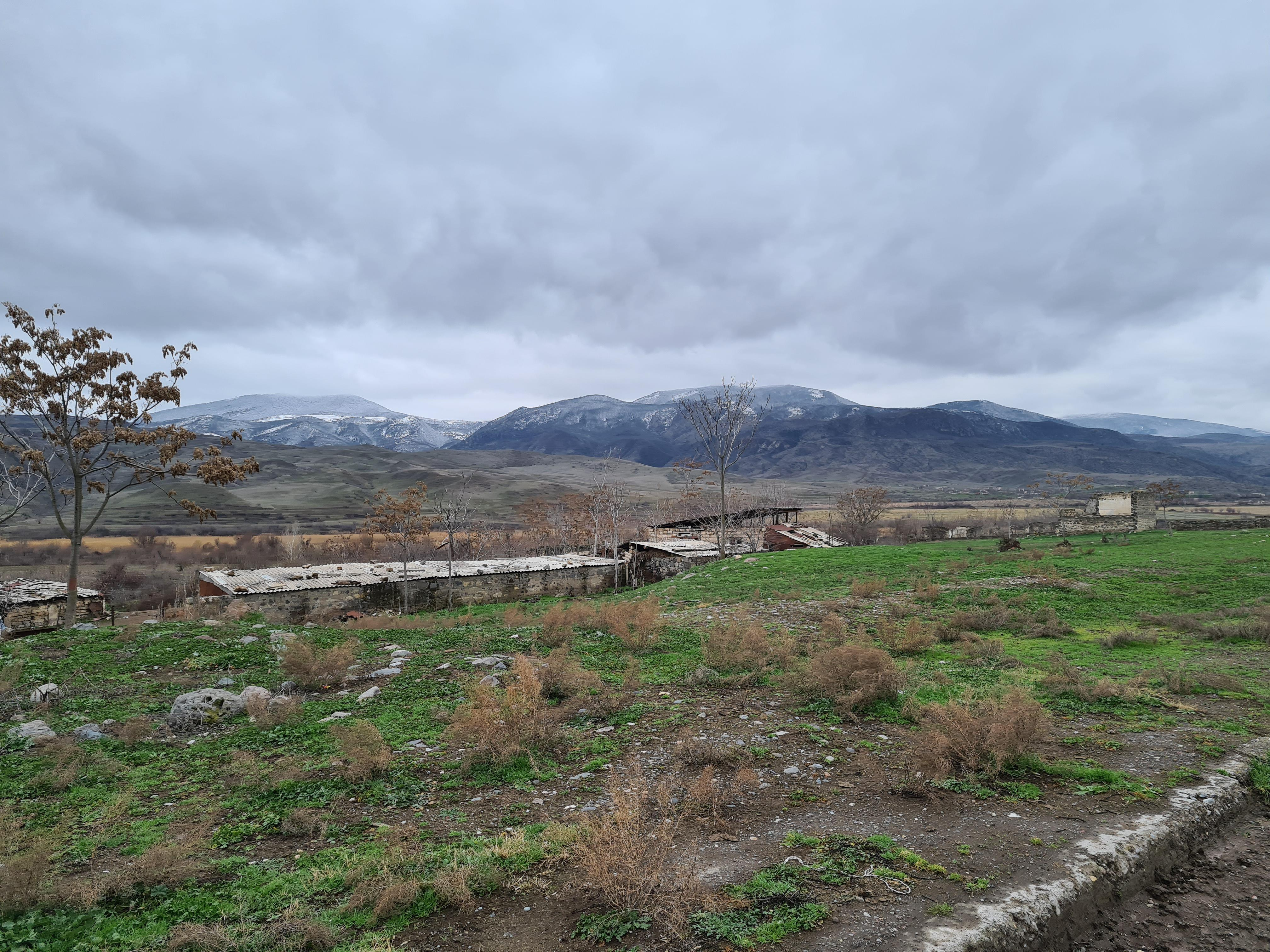